# Eubalichthys caeruleoguttatus
Eubalichthys caeruleoguttatus és una espècie de peix de la família dels monacàntids i de l'ordre dels tetraodontiformes.

## Morfologia
- Els mascles poden assolir 38 cm de longitud total.
- Nombre de vèrtebres: 19.[3][4]

## Hàbitat
És un peix marí, de clima tropical i demersal que viu entre 22-82 m de fondària.

## Distribució geogràfica
Es troba al nord-oest d'Austràlia.

## Observacions
És inofensiu per als humans.